# Париске катакомбе
Париске катакомбе (фр. Catacombes de Paris), термин којим се нетачно означава Градска костурница, јесу некадашњи подземни каменоломи с краја 18. века који се налазе у 14. арондисману у Паризу, повезани међусобно подземним ходницима за инспекцију. Дугачки око 1,7 km, смештени на 20 m испод површине, званично су отворени за посетиоце на тргу Данфер-Рошро.
Овај део отворен за посетиоце представља само мајушни део огромних подземних каменолома у Паризу.

## Историја
Пред крај 18. века, да би се растеретила пренатрпана париска гробља, одлучено је да се изместе кости из заједничких гробница у подземне каменоломе. У то време дистрикт Les Halles (Лезал), у средишту града, био је изложен разним заразним болестима због контаминације настале неодговарајућим сахрањивањем мртвих у масовне гробнице у црквеним двориштима. Посебан проблем представљало је велико Гробље невиних. Зато је било одлучено да се кости дискретно преместе у напуштене подземне ходнике. Овај посао обављен је под надзором Луја Тиру де Крона, полицијског пуковника. Процењује се да је тада скоро 6 милиона посмртних остатака премештено у већи број костурница које и данас постоје у Паризу. Међу њима су, несумњиво, били и посмртни остаци многих великих имена Француске револуције.
Шарл Аксел Гијомо био је задужен за пренос костију, док је његов наследник, Луј-Етјен Ерикар де Тири, 1810. средио катакомбе и дао им садашњи изглед.
Зидови катакомби прекривени су графитима који воде порекло од 18. века наовамо. Виктор Иго је искористио своје знање о систему тунела у роману Јадници. Године 1871, припадници Париске комуне убили су групу ројалиста у једној одаји. Током Другог светског рата париски припадници покрета отпора користили су систем тунела. У истом периоду, немачки војници успоставили су подземни бункер у катакомбама испод Lycee Montaigne (Лисе Монтењ), средње школе која се налази у 6. арондисману. Овај бункер није на туристичкој мапи и може се видети само током „неовлашћених посета“ (в. катафилија).
Подземни тунели и одаје дуго су представљали безбедносни проблем за градњу у Паризу. Каменоломи се каткад урушавају стварајући рупу на површини и оштећујући зграде. Да би то предупредила, влада је још 1777. године основала ИГЦ Inspection générale des Carrières (Општа инспекција каменолома) која има за циљ осматрање стања постојећих каменолома и спречавање копања нових. ИГЦ је, међутим, ископала тунеле за осматрање да би себи омогућила бољи приступ каменоломима ради бољег осматрања, поправке и израде мапе учвршћених каменолома.
Надгледање и радови на учвршћивању наставили су се до данашњег дана. Због великог броја каменолома, подземних тунела, тунела које користе возови и одводних канала прокопаних испод Париза, а узимајући у обзир мекоћу поменутог камена, предузима се додатни опрез приликом градње нових објеката или копања нових тунела. (То, ипак, није спречило појаву проблема приликом копања метро линије 14).

## Катафилија
Почев од 80-их година прошлог века, постоји нека врста заноса за незваничним обиласком катакомби. То се нарочито огледа у коришћењу других путева од оних који су путоказима обележени за званичне посете, коришћењем шахтова на јавним саобраћајницама за улаз, штавише подземних улаза из разних подрума, подземне мреже саобраћајница итд. Овакви уласци су општим правилом приступа забрањени. Посете некадашњим каменоломима Париза предузимају они који себе називају катафилима: катафил је особа која поседује одређени степен знања о подземним ходницима, као и о ретким преосталим улазима који нису зазидани.
Последњих година настала је нека врста паралелног света, са својом многобројном заједницом, својим правилима и својим сукобима. Неколико примера:
- катафили пуристи, заљубљеници у каменоломе, у њихову атмосферу и њихову прошлост, настоје да заштите место избегавајући да га деградирају графитима или рушењем зидова. Неки од њих доказују да имају одређена знања из области клесања камена и зидарства. Иду чак дотле да уклањају графите остављене на тим местима последњих година;
- друге заједнице (групе) настоје да оставе свој знак на овај или онај начин (графити, вандализам). Група Готски покрет, у принципу, исказује већу жељу за кршењем закона од других група, иако страст за катафилијом окупља индивидуе из разноразних миљеа.

У међувремену, спортска бригада националне полиције патролира катакомбама да би обезбедила поштовање закона од 2. новембра 1955, који забрањује свакој особи која није пријављена званичној служби или која не користи обележене подземне ходнике да се креће подземним каменоломима града Париза. За ове преступе запрећена је новчана казна од 60 € и више.